# Пун Лім

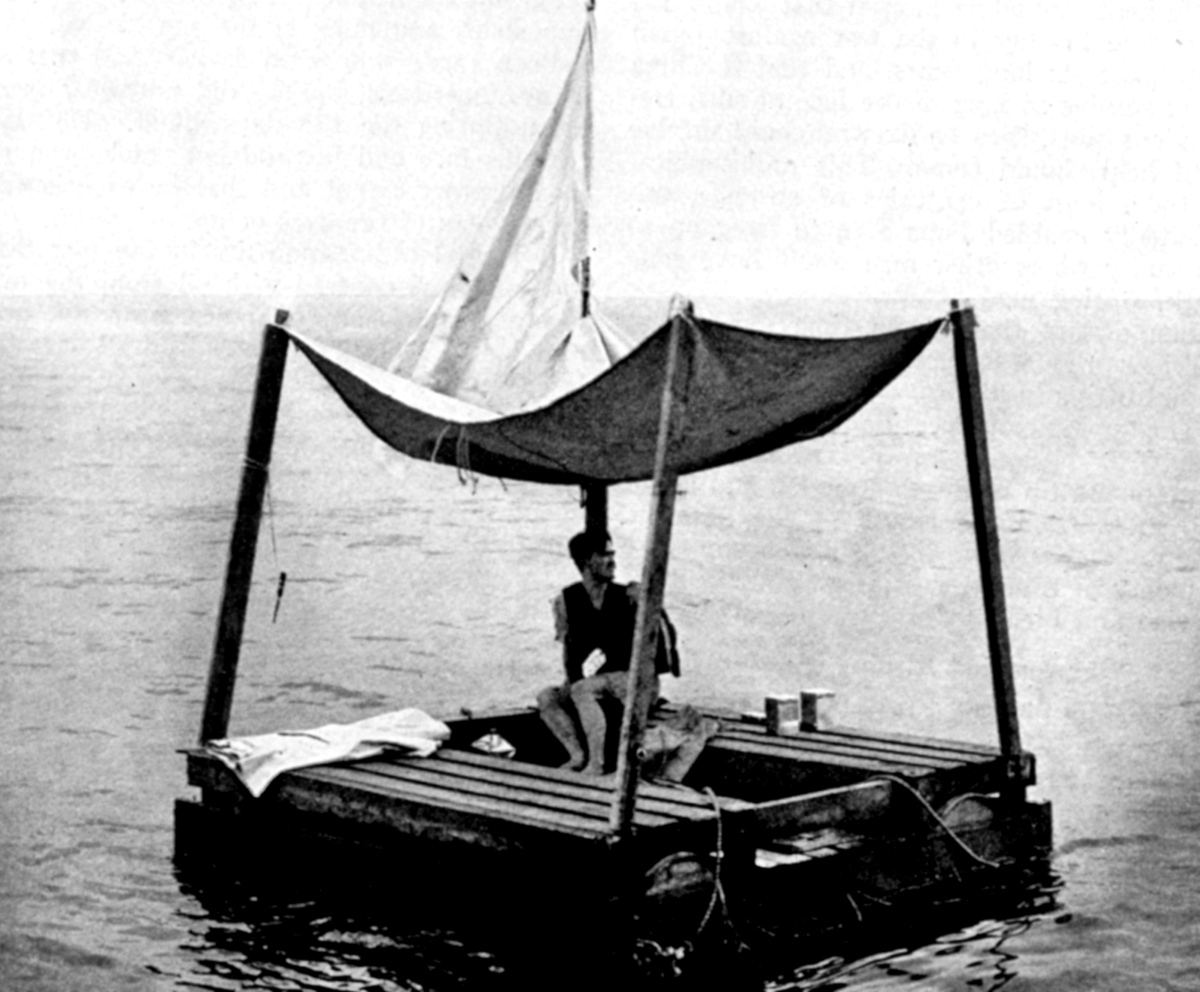
Пум Лім на аналогічному плоту

Пун Лім або Лінь Пен (кит. спр. 林鹏, піньїнь: Lin Peng; 8 березня 1918, Хайнань, Китай— 4 січня 1991, Бруклін, Нью-Йорк, США) — китайський моряк, відомий тим, що вижив після 133 днів перебування насамоті в Атлантичному океані.

## Пригода
В 1942 служив другим стюардом на британському торговому судні «Ben Lomond». У листопаді 1942 року судно прямувало з Кейптауна в Голландську Гвіану. Воно було озброєне, але рухалося без охорони і досить повільно.
23 листопада 1942 німецький підводний човен U-172 виявив судно і торпедував його в точці 0°18′ пн. ш. 38°27′ зх. д. / 00.30° пн. ш. 38.45° зх. д.. За різними оцінками і джерелами, з 55 членів екіпажу вдалося врятуватися 11 морякам. Одним з них був і Пум Лім.
Виявивши, що судно тоне, Пен надів рятувальний жилет і стрибнув за борт до того, як вибухнули котли. Провівши дві години на воді, він виявив стандартний восьмифутовий рятувальний пліт і забрався на нього.
Спочатку харчувався тим, що знайшов на плоту — печиво, 40 літрів питної води, трохи шоколаду, цукор. Також мав кілька фальшфейєрів. Збирав дощову воду, використовуючи тент плота, а також зайнявся рибальством. Вів рахунок дням, зав'язуючи вузлики на мотузці, але потім вирішив, що це безглуздо, і став рахувати тільки місяці, орієнтуючись за повною фазою місяця.
Район океану, де знаходився Пун Лім, не був порожнім. Кілька разів його знаходили. Але не врятували. Нарешті пліт прибило течіями до бразильського берега. 5 квітня його знайшли 3 бразильських моряка.
На момент врятування втратив всього 9 кг і міг самостійно рухатися. Провів на плоту 133 дня. Коли йому повідомили, що ніхто раніше не тримався так довго, він відповів: «Я сподіваюся, що нікому і ніколи не доведеться побити цей рекорд».